# Привиди зеленої кімнати
«Привиди зеленої кімнати» (рос. «Призраки зелёной комнаты») — радянський художній фільм 1991 року режисера Юрія Борецького за повістю Джона Бойнтона Прістлі «Дженні Вільєрс».

## Сюжет
У Зеленій кімнаті міста Бартон-Спа, своєрідному театральному музеї, перед прем'єрою зібралися актори Лондонського театру. Драматург Мартін Чіверел висловлює свої сумніви про те, що театр здатний знайти колишню чарівність. Залишившись один у Зеленій кімнаті, Чіверел бачить акторів минулого століття і стає свідком драми, що сталася тут сто років тому…

## У ролях
- В'ячеслав Тихонов — Мартін Чіверел
- Ірина Скобцева — Пауліна Фрезерс
- Анна Тихонова — Дженні Вільєрс / Енн Сьюард
- Дмитро Писаренко
- Олександр Пономарьов
- Роман Філіппов
- Юрій Саранцев
- Віталій Беляков
- Ніна Меньшикова
- Анна Фроловцева
- Павло Винник
- Галиксом Колчицький
- Артем Карапетян
- Ігор Пушкарьов
- Гліб Плаксін
- Ніна Крачковська
- Володимир Прохоров
- Володимир Неяченко

## Творча група
- Сценарій: Єлизавета Смирнова
- Режисер-постановник: Юрій Борецький
- Оператор-постановник: Володимир Дмитрієнко
- Художник-постановник: Борис Комяков
- Композитор: Євген Птичкін